# 구름 저편에
《구름 저편에》(Par-Dela Les Nuages, Beyond The Clouds)는 독일에서 제작된 감독미켈란젤로 안토니오니, 빔 벤더스 감독의 1995년 드라마, 멜로/로맨스 영화이다. 화니 아르당 등이 주연으로 출연하였고 필립 카카손 등이 제작에 참여하였다.

## 출연

### 주연
- 화니 아르당
- 키아라 카셀리
- 이렌느 야곱
- 존 말코비치
- 소피 마르소
- 벵상 뻬레
- 장 르노
- 킴 로시-스튜어트
- 이네 사스뜨레
- 피터 웰러

### 조연
- 마르첼로 마스트로야니
- 잔느 모로

## 기타
- 원작자: 미켈란젤로 안토니오니
- 프로듀서: 엔리카 안노니오니
- 프로듀서: 버나드 그레넷
- 공동제작: 비토리오 세치 고리
- 공동제작: 울리치 펠스버그
- 의상: 에스더 왈즈